# Bathynoe tuberculata
Bathynoe tuberculata är en ringmaskart som först beskrevs av Treadwell 1906.  Bathynoe tuberculata ingår i släktet Bathynoe och familjen Polynoidae. Inga underarter finns listade i Catalogue of Life.